# ザッテルドルフ
ザッテルドルフ (ドイツ語: Satteldorf) は、ドイツ連邦共和国バーデン＝ヴュルテンベルク州シュヴェービッシュ・ハル郡に属す町村（以下、本項では便宜上「町」と記述する）。1974年1月1日にエルリッヒスハウゼン、ザッテルドルフおよびグレーニンゲンの三者が合併し、現在の自治体が形成された。

## 地理

### 位置
ザッテルドルフは、ネッカー川支流ヤクスト川沿いのホーエンローエ平野に位置する。クライルスハイムから北に約4kmの場所にある。

### 隣接する自治体
北はヴァルトハウゼン、東はバイエルン州のシュネルドルフ(アンスバッハ郡）、南東はクレスベルク、南はクライルスハイム、西はキルヒベルク・アン・デア・ヤクストと境を接している。

### 自治体の構成
ザッテルドルフは、3地区・25の小地区で構成される。
エルリッヒスハウゼン
ビルケルバッハ、ゲルスバッハ、ホルシュハウゼン、ロックハルデン、ジーモンスベルク、フォルカースハウゼン、ベークホーフ
グレーニンゲン
ベルゲンタール、ブロンホルツハイム、ヘルムスホーフェン、シュレーハルツホーフ、トリフツハウゼン、ハンマーシュミーデ、ケルンミューレ
ザッテルドルフ
アウホーフ、バーレンハルデン、シュムホーフ、ブルレスヴァーゲン、ヘルデンミューレ、ナイデンフェルス、ノイミューレ、ザッテルハウス、ザッテルヴァイラー

## 文化と見所

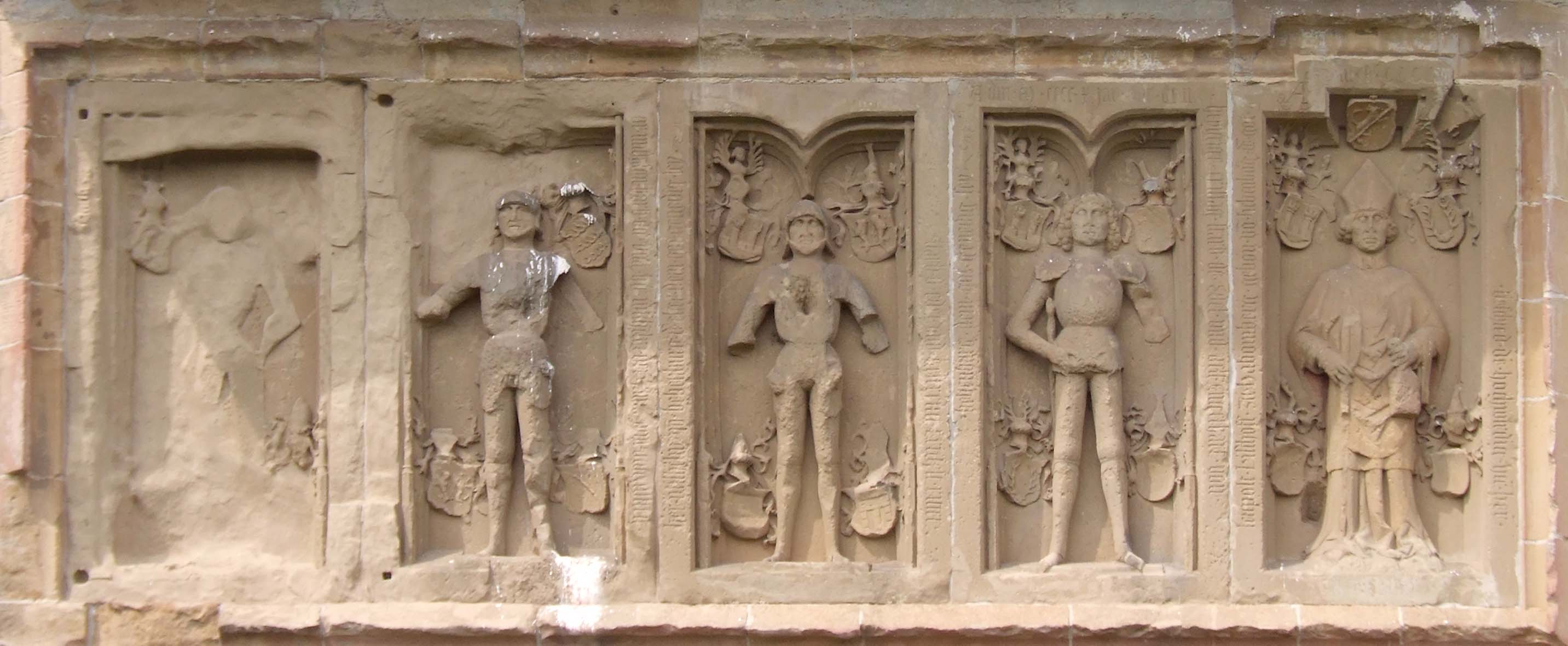
アンハウゼン修道院跡のレリーフ

### 建築
この町には、多くの見所がある。
- 1403年に創建されたアンハウゼン修道院跡
- ブルレスヴァーゲン城
- 1804年に建造されたグローナハタールの水車鍛冶
- グレーニンゲン城: 見学可能であり、一部はレストランにもなっている。
- ハインツェルミューレン橋: 1998年に建設された、ヤクスト川を渡る屋根付きの橋

### レクリエーション
- ザッテルドルフ屋外プール: 2006年にリニューアルされ、拡張された大規模なファミリープール
- グレーニンゲン水浴場

## 経済と社会資本

### 交通
ザッテルドルフは、連邦アウトバーンA6号線および連邦道B290号線に直接面している。
この町は、バス路線55, 64, 65系統でクライルスハイムと結ばれており、シュヴェービッシュ・ハル郡交通連盟に加盟している。この他、タウバータール鉄道 クライルスハイム - ラウダ（- ヴュルツブルク）が町内を走っており、長年閉鎖されていたザッテルドルフ駅が2007年9月から再開される。

### 経済
ザッテルドルフには、アルトバーンA6号線および連邦道B290号線沿いに大規模な工業地域がある。ここには、地域外でも活躍している企業がある。たとえば、建設業のレオンハルト・ヴァイスGmbH & Co. KGは、この町（とゲッピンゲン）を本拠地としている。